# Taeniothrips orionis
Taeniothrips orionis är en insektsart som beskrevs av Treherne 1924. Taeniothrips orionis ingår i släktet Taeniothrips och familjen smaltripsar. Inga underarter finns listade i Catalogue of Life.